# 旧武装親衛隊員相互扶助協会
旧武装親衛隊員相互扶助協会（ドイツ語: Hilfsgemeinschaft auf Gegenseitigkeit der ehemaligen Angehörigen der Waffen-SS, HIAG）は、1951年に西ドイツで設立された登記社団（Eingetragener Verein）である。創設者や幹部はナチス・ドイツ時代の武装親衛隊（武装SS）に所属した元将校らであり、その目的は武装親衛隊員と国防軍将兵への法的・社会的平等の確保および元隊員への支援を行うことであった。1992年には解散したものの、以後も各地方で存続した分派や後継組織が散発的に活動を続けている。HIAGは極右団体として当局の監視を受けているほか、1960年代にはこの組織の存在がメディア等で物議を醸した。

## 歴史
創設者はオットー・クム元SS少将である。

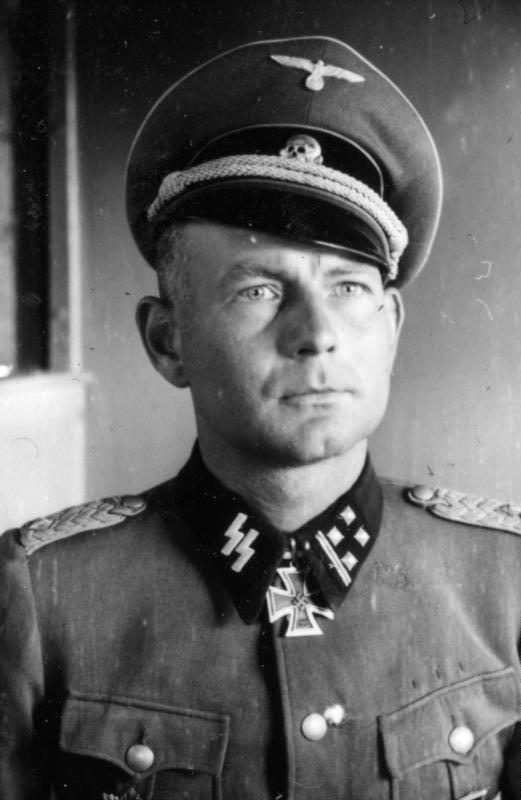
オットー・クム（1943年3月撮影。当時SS中佐）

当初は地域ごとに分散した組織が設置されていたが、1950年代のうちに体制が改められ統括組織が設置された。当時のドイツではいわゆる「清廉潔白な国防軍」論の元、武装親衛隊の復員兵らは国防軍の復員兵らに比べて様々な社会的不利を被り、軍人恩給の支給も認められなかった。こうした背景の中、HIAGは武装親衛隊員と国防軍将兵の法的・社会的平等の確保および元隊員への支援を目的に結成された。HIAGは同時期に存在した戦友会組織・保守派団体などの中でも有力なものの1つに数えられていた。
1951年より機関紙『ヴィーキング・ルーフ』（Wiking-Ruf、「ヴァイキングの雄叫び」の意）の発行が開始され、1956年以降は月刊誌『デア・フライヴィリゲ』（Der Freiwillige、「志願兵」の意）がこの役目を引き継いだ。同誌は最大で12,000部の発行部数を誇り、HIAGが解散した1992年にも8,000部が発行された。編集長は元武装SS戦時報道隊員のエーリヒ・ケルンであった。現在でも「ムニン出版社」(名称は北欧神話のムニンに由来）から引き続き発行されている。機関紙の内容は、主に武装SSに関する戦史など元隊員らが過去を懐かしむ記事であったが、一部にはいわゆる歴史修正主義的な内容も含まれていた。

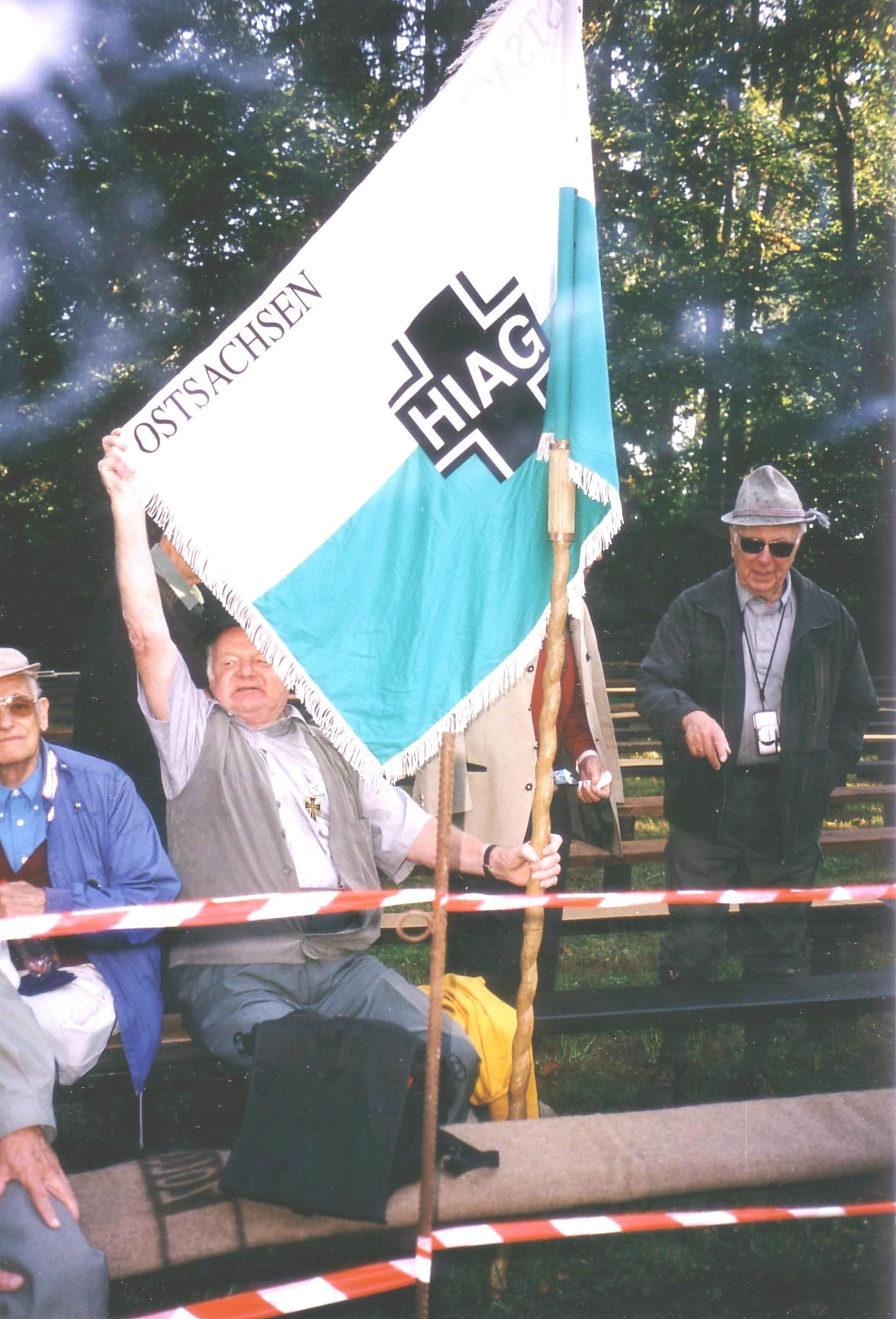
HIAG東ザクセン支部の旗を掲げる会員。2003年、ウルリッヒスベルク追悼祭にて。

1992年にはHIAGの連邦統括組織 (Bundesdachverbandes) が解散するが、ドイツ各地に設置されていた12個の地方支部や協力団体はその後も活動を続けている。最後の連邦委員はフーベルト・マイヤー元SS中佐、アウグスト・ホフマン (August Hoffmann)、ヨハン・フェルデ (Johann Felde)であった。HIAGは1992年に解散が宣言されるまで、極右団体として連邦憲法擁護庁による監視対象とされていた。
1993年、いくつかのHIAG地方支部と戦友会組織が連合し、HIAGの後継組織として、戦没者埋葬地財団「静かなる戦友」(Kriegsgräberstiftung Wenn alle Brüder schweigen)が結成された。本部はシュトゥットガルトに置かれ、会長アウグスト・ホフマン、副会長ハインツ・ベルナー (Heinz Berner)、財務担当者ヴェルナー・ビッツァー (Werner Bitzer)らが初代幹部を務めた。同財団ではその使命を「国内外における戦没者、特に我が軍の戦没者の埋葬地を捜索し、その情報をドイツ戦没者埋葬地支援国民連盟に報告すること」と定めている。

### 戦犯容疑者の扱い
HIAGでは長らく戦争犯罪の定義に関する議論と戦争犯罪に関する起訴の否定を行ってきた。また、HIAG会員には武装親衛隊員以外に髑髏部隊やSS保安部(SD)の元隊員も多かった。これはSS隊員らが複数の部局・部隊に所属する事が多かったことに起因し、例えば髑髏部隊を率いたテオドール・アイケ将軍も当初は強制収容所所長などとして勤務する一般SS隊員だったが、後に髑髏部隊の志願者から髑髏師団が結成されると師団長として武装SS隊員たる階級を得ている。1979年には髑髏師団戦友会がHIAGと共に式典を開いている。
1959年、当時のHIAG広報官クルト・マイヤー元SS少将は、HIAG会員たる髑髏部隊およびSD隊員への批判に対して「彼らの罪よりも戦友愛を尊重する」と述べた。この際、マイヤーは彼自身もカナダ兵捕虜殺害の罪で戦犯容疑者として裁かれた旨を語った。マイヤーの他にも、当時のHIAG幹部にはオットー・クム元SS少将、ゼップ・ディートリヒ元SS上級大将、リヒャルト・シュルツェ＝コッセンス元SS中佐など、戦犯容疑者として裁かれた元将校が多かった。
HIAGではニュルンベルク裁判で示された「武装親衛隊もまた犯罪者組織である」という判断を認めず、戦犯容疑者として裁かれた元隊員も戦友として受け入れていた。1975年4月には、グスタフ・ロンバルト元SS少将の80歳の誕生日がHIAGによって盛大に祝われた。ロンバルトは東部占領地域におけるユダヤ人殺害の組織化に関与し、「脱ユダヤ化」(Entjudung) なる語を造語した人物である。
また、服役中の戦犯容疑者への支援も行っていた。1960年、『デア・フライヴィリゲ』誌はイタリアにて投獄されている3人の囚人に寄付や手紙を送るキャンペーンを行っている。この3人とは、バッサーノの虐殺として知られる事件に関与したヴァルター・レーダー元SS少佐、ヘルベルト・カプラー元SS中佐、ヨゼフ・フォイヒティンガー(Josef Feuchtinger)の3将校であった。このうち、レーダーは反省の辞を述べて1985年に出所・帰国し（ただし後に反省は取り消した）、カプラーは看護婦だった妻の協力を得て1977年に脱獄して帰国し、翌年死去した。

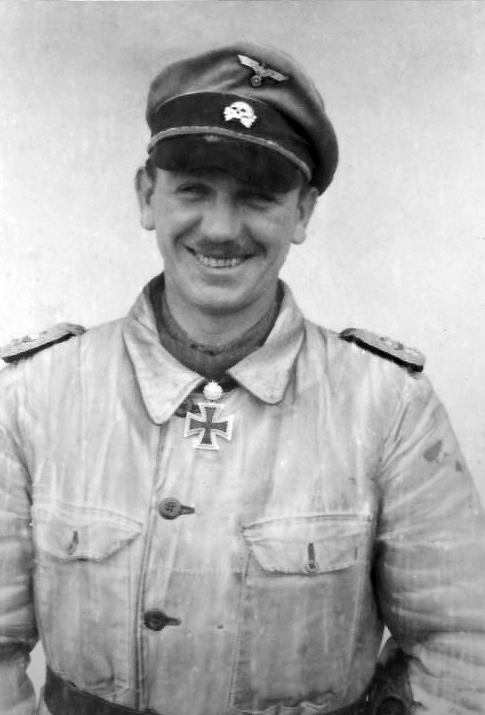
クルト・マイヤー（1943年2月撮影。当時SS中佐）
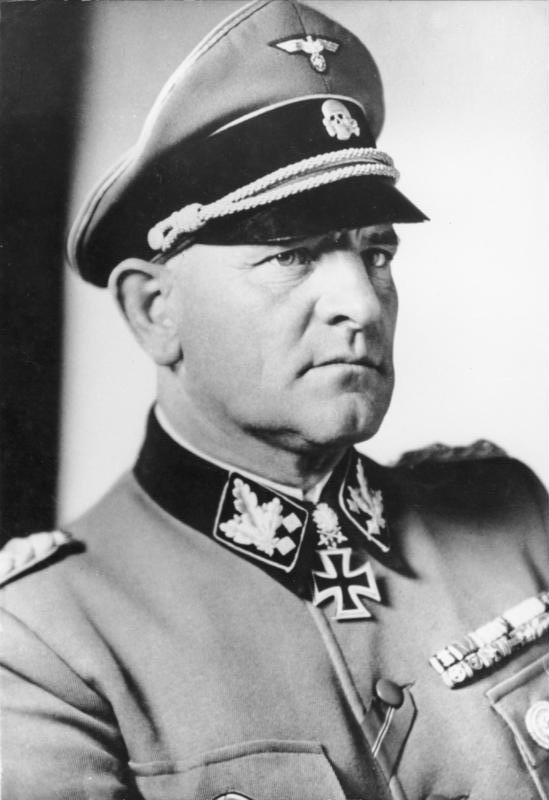
ゼップ・ディートリッヒ（1943年6月28日撮影。当時SS大将）
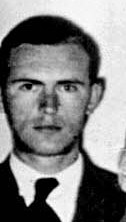
リヒャルト・シュルツェ＝コッセンス（1939年8月23日撮影。当時SS中尉）